# Ajn at-Tuta
Ajn at-Tuta – miasto w północnej Algierii, w prowincji Batina.